# Simning vid världsmästerskapen i simsport 2022 – Damernas 1 500 meter frisim
Damernas 1 500 meter frisim vid världsmästerskapen i simsport 2022 avgjordes mellan den 19 och 20 juni 2022 i Donau Arena i Budapest i Ungern.
Amerikanska Katie Ledecky tog guld, vilket var hennes totalt 17:e VM-guld i karriären. Silvret togs av 16-åringa amerikanskan Katie Grimes och bronset av australiska Lani Pallister.

## Rekord
Inför tävlingens start fanns följande världs- och mästerskapsrekord:
|                   | Namn          | Nation | Tid      | Ort               | Datum          |
| ----------------- | ------------- | ------ | -------- | ----------------- | -------------- |
| Världsrekord      | Katie Ledecky | USA    | 15.20,48 | Indianapolis, USA | 16 maj 2018    |
| Mästerskapsrekord | Katie Ledecky | USA    | 15.25,48 | Kazan, Ryssland   | 4 augusti 2015 |

## Resultat

### Försöksheat
Försöksheaten startade den 19 juni klockan 10:17.
| Placering | Heat | Bana | Namn                         | Nationalitet | Tid      | Noteringar |
| --------- | ---- | ---- | ---------------------------- | ------------ | -------- | ---------- |
| 1         | 3    | 4    | Katie Ledecky                | USA          | 15.47,02 | 0Q0        |
| 2         | 2    | 4    | Simona Quadarella            | Italien      | 15.56,19 | 0Q0        |
| 3         | 3    | 5    | Katie Grimes                 | USA          | 15.57,05 | 0Q0        |
| 4         | 2    | 5    | Lani Pallister               | Australien   | 15.57,61 | 0Q0        |
| 5         | 2    | 3    | Moesha Johnson               | Australien   | 15.57,77 | 0Q0        |
| 6         | 2    | 8    | Beatriz Dizotti              | Brasilien    | 16.08,35 | 0Q0        |
| 7         | 3    | 7    | Viviane Jungblut             | Brasilien    | 16.09,27 | 0Q0        |
| 8         | 2    | 6    | Kristel Köbrich              | Chile        | 16.13,52 | 0Q0        |
| 9         | 3    | 3    | Li Bingjie                   | Kina         | 16.13,92 |            |
| 10        | 3    | 2    | Miyu Namba                   | Japan        | 16.20,45 |            |
| 11        | 2    | 0    | Diana Durães                 | Portugal     | 16.25,23 |            |
| 12        | 3    | 6    | Viktória Mihályvári-Farkas   | Ungern       | 16.26,41 |            |
| 13        | 3    | 9    | Caitlin Deans                | Nya Zeeland  | 16.30,47 |            |
| 14        | 1    | 4    | Gan Ching Hwee               | Singapore    | 16.32,43 |            |
| 15        | 3    | 8    | Ángela Martínez              | Spanien      | 16.38,39 |            |
| 16        | 2    | 2    | Zhang Ke                     | Kina         | 16.42,92 |            |
| 17        | 2    | 1    | Abby Dunford                 | Kanada       | 16.46,01 |            |
| 18        | 2    | 9    | Han Da-kyung                 | Sydkorea     | 16.47,45 |            |
| 19        | 3    | 0    | Katrina Bellio               | Kanada       | 16.54,55 |            |
| 20        | 2    | 7    | Paula Otero                  | Spanien      | 16.57,76 |            |
| 21        | 1    | 5    | Stephanie Houtman            | Sydafrika    | 17.08,12 |            |
| 22        | 1    | 3    | Võ Thị Mỹ Thiện              | Vietnam      | 17.14,54 |            |
| 23        | 1    | 7    | Nip Tsz Yin                  | Hongkong     | 17.15,64 |            |
| 24        | 1    | 6    | Yarinda Sunthornrangsri      | Thailand     | 17.26,95 |            |
| 25        | 1    | 2    | Goh Chia Tong                | Malaysia     | 17.33,03 |            |
| 26        | 1    | 1    | Vár Erlingsdóttir Eidesgaard | Färöarna     | 17.36,49 |            |
| 27        | 3    | 1    | Marlene Kahler               | Österrike    |          | DNS        |

### Final
Finalen startade den 20 juni klockan 18:11.
| Placering | Bana | Namn              | Nationalitet | Tid      | Noteringar |
| --------- | ---- | ----------------- | ------------ | -------- | ---------- |
| 1         | 4    | Katie Ledecky     | USA          | 15.30,15 |            |
| 2         | 3    | Katie Grimes      | USA          | 15.44,89 |            |
| 3         | 6    | Lani Pallister    | Australien   | 15.48,96 |            |
| 4         | 2    | Moesha Johnson    | Australien   | 15.55,75 |            |
| 5         | 5    | Simona Quadarella | Italien      | 16.03,84 |            |
| 6         | 7    | Beatriz Dizotti   | Brasilien    | 16.05,25 |            |
| 7         | 1    | Viviane Jungblut  | Brasilien    | 16.13,89 |            |
| 8         | 8    | Kristel Köbrich   | Chile        | 16.20,24 |            |